# Harriet Butler
Harriet „Hattie“ Butler war eine US-amerikanische Tennisspielerin im letzten Jahrzehnt des 19. Jahrhunderts.

## Erfolge
Im Jahr 1893 gewann sie mit ihrer Landsfrau Aline Terry das zum fünften Mal ausgetragene Damendoppel bei den US-amerikanischen Tennismeisterschaften. Sie besiegten Augusta Schultz und M. Stone in zwei Sätzen mit 6:4, 6:3. 